# Сакай (Осака)
Сака́й (яп. 堺市, さかいし, МФА: [sakai̯ ɕi̥]?) — місто в Японії, в префектурі Осака. Розташоване в південній частині префектури, на березі Осацької затоки. Входить до списку міст державного значення Японії.   Отримало статус міста 1889 року. Площа становить 149,99 км². Станом на 1 липня 2012 року населення складало 842 987  осіб, густота населення — 5620 осіб/км².     

## Демографія
Згідно з даними перепису населення Японії, населення Сакай збільшувалось з 70-х до початку 90-х років після чого вирівнялось. Станом на 1 жовтня 2020 року населення складало 826 161 особа, з яких чоловіків — 393 961 особа, жінок — 432 200 осіб. Густота населення — 5514 осіб/км².

## Загальні відомості
Сакай — велике історичне та промислове місто Японії. Воно розташоване на південь від Осаки, від якої його розділяє річка Ямато. Статус міста Сакай отримав 1 квітня 1889 року.
Південні райони міста розташовані у пагорбистій місцевості, яка поступово переходить у пологе плато на північному заході і рівнину на півночі. Північно-західні райони Сакаю мають вихід до Осацької затоки Внутрішнього Японського моря.
Впродовж своєї історії Сакай був важливим транспортним центром, що пов'язував Осацьку затоку із столицею Кіото. Протягом 14 — 16 століття місто було торговельною столицею Японії, за що європейські місіонери називали його «Азійською Венецією». Хоча з настанням 17 століття роль всеяпонського лідера у торгівлі перебрала на себе Осака, Сакаї залишався одним з найбільших економічних центрів Західної Японії.
Основу економіки Сакаю становить машинобудівна, суднобудівна, хімічна і харчова промисловість. Традиційними ремеслами є виготовлення мечів і ножів, шовкових фарбованих тканин, ароматних смол, саке. Місто було одним із перших в Японії виробників японської вогнепальної зброї у 16 столітті.

## Географія

### Клімат
| Клімат м. Сакай (1981—2010, сонце — 1987—2010) | Клімат м. Сакай (1981—2010, сонце — 1987—2010) | Клімат м. Сакай (1981—2010, сонце — 1987—2010) | Клімат м. Сакай (1981—2010, сонце — 1987—2010) | Клімат м. Сакай (1981—2010, сонце — 1987—2010) | Клімат м. Сакай (1981—2010, сонце — 1987—2010) | Клімат м. Сакай (1981—2010, сонце — 1987—2010) | Клімат м. Сакай (1981—2010, сонце — 1987—2010) | Клімат м. Сакай (1981—2010, сонце — 1987—2010) | Клімат м. Сакай (1981—2010, сонце — 1987—2010) | Клімат м. Сакай (1981—2010, сонце — 1987—2010) | Клімат м. Сакай (1981—2010, сонце — 1987—2010) | Клімат м. Сакай (1981—2010, сонце — 1987—2010) | Клімат м. Сакай (1981—2010, сонце — 1987—2010) |
| Показник                                       | Січ.                                           | Лют.                                           | Бер.                                           | Квіт.                                          | Трав.                                          | Черв.                                          | Лип.                                           | Серп.                                          | Вер.                                           | Жовт.                                          | Лист.                                          | Груд.                                          | Рік                                            |
| Середній максимум, °C                          | 9,3                                            | 10,0                                           | 13,6                                           | 19,7                                           | 24,4                                           | 27,8                                           | 31,6                                           | 33,5                                           | 29,2                                           | 23,1                                           | 17,4                                           | 12,1                                           | 21,0                                           |
| Середня температура, °C                        | 5,2                                            | 5,6                                            | 8,8                                            | 14,2                                           | 18,8                                           | 22,7                                           | 26,7                                           | 28,0                                           | 24,1                                           | 17,8                                           | 12,3                                           | 7,5                                            | 15,9                                           |
| Середній мінімум, °C                           | 1,1                                            | 1,3                                            | 3,9                                            | 8,9                                            | 13,7                                           | 18,4                                           | 22,8                                           | 23,7                                           | 19,9                                           | 13,2                                           | 7,7                                            | 3,2                                            | 11,4                                           |
| Середня кількість сонячних годин на місяць     | 129,6                                          | 133,4                                          | 165,4                                          | 191,5                                          | 194,4                                          | 159,5                                          | 186,8                                          | 224,7                                          | 160,2                                          | 162,2                                          | 147,7                                          | 141,0                                          | 1996,6                                         |
| Норма опадів, мм                               | 45.1                                           | 58.3                                           | 96.9                                           | 95.2                                           | 132.0                                          | 170.2                                          | 131.0                                          | 87.7                                           | 139.3                                          | 114.5                                          | 73.4                                           | 43.5                                           | 1187.0                                         |
| Середньомісячна швидкість вітру, м/с           | 2.2                                            | 2.0                                            | 2.0                                            | 1.9                                            | 1.6                                            | 1.5                                            | 1.6                                            | 1.6                                            | 1.4                                            | 1.3                                            | 1.5                                            | 1.9                                            | 1.7                                            |
| ---------------------------------------------- | ---------------------------------------------- | ---------------------------------------------- | ---------------------------------------------- | ---------------------------------------------- | ---------------------------------------------- | ---------------------------------------------- | ---------------------------------------------- | ---------------------------------------------- | ---------------------------------------------- | ---------------------------------------------- | ---------------------------------------------- | ---------------------------------------------- | ---------------------------------------------- |
| Джерело: Метеорологічне управління Японії      |                                                |                                                |                                                |                                                |                                                |                                                |                                                |                                                |                                                |                                                |                                                |                                                |                                                |

## Історія
Сакай отримав статус міста 1 квітня 1889 року.